# Barbara Rakowska
Barbara Janina Rakowska (ur. 17 marca 1941 w Łodzi, zm. 13 kwietnia 2017) – polska biolog, profesor dr hab. nauk biologicznych o specjalności algologia, botanika, profesor nadzwyczajny Uniwersytetu Łódzkiego (Wydział Biologii i Ochrony Środowiska; Katedra Algologii i Mykologii).

## Życiorys
Barbara Rakowska była córką Jerzego i Janiny Trzeszczkowskich. Jeszcze przed ukończeniem studiów rozpoczęła pracę w charakterze nauczycielki biologii w Szkole Podstawowej nr 22 w Łodzi. Uzyskała magisterium z biologii na podstawie pracy napisanej pod kierunkiem Joanny Kadłubowskiej na Uniwersytecie Łódzkim w 1969 roku. Po studiach otrzymała pracę w Zakładzie Algologii w Katedrze Systematyki i Geografii Roślin UŁ. Doktoryzowała się w 1977 roku, w macierzystej uczelni, na podstawie pracy Glony rzeki Bzury z uwzględnieniem wpływu ścieków na ich skład jakościowy i ilościowy pisanej również pod kierunkiem Joanny Kadłubowskiej. Karierę naukową kontynuowała na stanowisku adiunkta w Zakładzie Algologii, w Katedrze Algologii i Mikologii UŁ. Habilitację otrzymała w 2001 roku, również na UŁ, na podstawie monografii Studium różnorodności okrzemek ekosystemów wodnych Polski niżowej. W latach 2003–2012 była kierownikiem Studiów Podyplomowych na Wydziale Biologii i Ochrony Środowiska UŁ, opracowała nowy program i profil studiów przygotowujących nauczycieli do nauczania biologii. Od 2007 roku kierowała Zakładem Algologii. W 2010 roku otrzymała profesurę, rok później przeszła na emeryturę.
Jej zainteresowania obejmowały różnorodność gatunkową, biologię i ekologię okrzemek (Bacillariophyta) żyjących w różnych pod względem biologicznym, hydrologicznym i fizykochemicznym ekosystemach wodnych. Napisała ponad 80 prac naukowych, wypromowała troje doktorów. Jej nazwiskiem nazwano okrzemkę Navicula rakowskae. W latach 2002–2008 sprawowała funkcję wiceprzewodniczącej Polskiego Towarzystwa Fykologicznego. Była organizatorką licznych sympozjów i konferencji.
Została pochowana na cmentarzu rzymskokatolickim przy ulicy Ogrodowej w Łodzi.

## Wyróżnienia
- 1982: Złoty Krzyż Zasługi[2]
- 2007: Medal Komisji Edukacji Narodowej[2]